# Jean-Jacques Favier
Jean-Jacques Favier (Kehl, 13 april 1949 – Albi, 19 maart 2023) was een Frans ruimtevaarder. Favier zijn eerste en enige ruimtevlucht was STS-78 met de spaceshuttle Columbia en vond plaats op 20 juni 1996. Het doel van de vlucht was onderzoek te doen naar effecten van lange ruimtevluchten op de menselijke fysiologie ter voorbereiding van vluchten naar het Internationaal ruimtestation ISS.
Favier werd in 1985 geselecteerd als astronaut door de Franse ruimtevaartorganisatie CNES. In 1996 ging hij als astronaut met pensioen. 
Favier overleed op 19 maart 2023. Hij werd 73 jaar oud.